# Węgry na Mistrzostwach Świata w Lekkoatletyce 2009
Węgry na Mistrzostwach Świata w Lekkoatletyce 2009 – reprezentacja Węgier podczas czempionatu w Berlinie liczyła 11 zawodników.

## Występy reprezentantów Węgier

### Mężczyźni
- Bieg na 800 m
  - Tamás Kazi z czasem 1:47,01 zajął 17. miejsce w półfinale i nie wywalczył awansu do kolejnej rundy

- Bieg na 110 m przez płotki
  - Dániel Kiss z czasem 13,45 zajął 12. miejsce w półfinale i nie awansował do kolejnej rundy

- Pchnięcie kulą
  - Lajos Kürthy z wynikiem 19,64 zajął 23. miejsce w eliminacjach i nie wywalczył awansu do finału

- Rzut dyskiem
  - Zoltán Kővágó z wynikiem 65,17 zajął 6. miejsce w finale

- Rzut młotem
  - Krisztián Pars z wynikiem 77,45 zajął 4. miejsce w finale

- Rzut oszczepem
  - Csongor Olteán z wynikiem 78,46 zajął 16. miejsce w eliminacjach i nie awansował do finału

- Dziesięciobój
  - Attila Szabó zajął 31. miejsce uzyskując 7610 punktów

### Kobiety
- Bieg na 5000 m
  - Krisztina Papp z czasem 15:20,36 zajęła 14. miejsce w finale

- Bieg na 3000 m z przeszkodami
  - Lívia Tóth z czasem 9:45,14 zajęła 29. miejsce w eliminacjach i nie awansowała do kolejnej rundy

- Pchnięcie kulą
  - Anita Márton z wynikiem 16,80 zajęła 24. miejsce w eliminacjach i nie awansowała do finału

- Rzut młotem
  - Éva Orbán z wynikiem 69,39 zajęła 14. miejsce w eliminacjach i nie awansowała do finału